# OSS 117 : Le Caire, nid d'espions
Pour les articles homonymes, voir OSS 117 (homonymie) et Nid d'espions.
 (mai 2022).
Série OSS 117
OSS 117 : Rio ne répond plus
(2009)
Pour plus de détails, voir Fiche technique et Distribution.
OSS 117 : Le Caire, nid d'espions est une comédie d'espionnage française réalisée par Michel Hazanavicius et sortie en 2006. Elle a une suite sortie en 2009, OSS 117 : Rio ne répond plus, et une seconde suite sortie en 2021, OSS 117 : Alerte rouge en Afrique noire.
C'est une adaptation très libre de la série littéraire OSS 117 de la famille Bruce, où le héros est américain d'origine française et travaille pour l'Office of Strategic Services (OSS).
Le film se déroule en 1955. La France vit sous la Quatrième République présidée par René Coty et les choses vont très mal au Caire. À la suite de la mort de Jack Jefferson, l'agent OSS 283, Hubert Bonisseur de la Bath, l'agent OSS 117 du SDECE, est envoyé sur le terrain par son supérieur Armand Lesignac pour enquêter sur cette disparition mystérieuse et « sécuriser le Proche-Orient » sous couverture, assisté de Larmina. Mais les choses ne seront pas simples, car la ville est un vrai nid d'espions.
Ce film, plus qu'un film d'action ou d'espionnage, a vocation à être un film humoristique, tournant en dérision le personnage principal qui se révèle orgueilleux, prétentieux et surtout bourré de préjugés machistes, homophobes, racistes et xénophobes. Jean Dujardin joue ce rôle de parodie d'un espion du genre de James Bond. Le personnage qu'il incarne peut s'avérer désagréable, montrant beaucoup de failles, mais aussi, d'une certaine manière, apparaître attendrissant.

## Synopsis
En 1945, à la fin de la Seconde Guerre mondiale, Hubert Bonisseur de la Bath et Jack Jefferson, deux agents des Forces françaises libres, effectuent une mission pour les Alliés où ils parviennent à détourner l'avion allemand du colonel Von Umpsprung et à dérober les plans du V2, l'arme absolue de l'Allemagne nazie. Jack se fait tirer dessus, mais celui-ci avait subtilisé les plans au colonel qui est jeté par dessus bord par Hubert. Les deux agents fêtent la réussite de leur mission en rigolant.
Dix ans plus tard, en 1955, la France vit sous la Quatrième République présidée par René Coty et les choses vont très mal au Caire, dans les années qui suivent le coup d'État du général Nasser. La France a fort à faire avec les crises au Proche-Orient, dans un monde en pleine Guerre froide. Hubert, entre-temps devenu l'agent OSS 117 du SDECE, termine sa mission à Rome où il démasque la princesse égyptienne Al Tarouk avec qui il a une relation. Elle tente de le tuer, mais ce dernier l’arrêtera avant de la laisser attachée et bâillonnée au lit.
Le lendemain, OSS 117 retrouve son supérieur Armand Lesignac pour lui confier l'enveloppe que possédait la princesse qui comporte une photo de la mort de Jack Jefferson, l'agent OSS 283. Lesignac envoie OSS 117 en mission au Caire pour enquêter sur cette disparition mystérieuse et « sécuriser le Proche-Orient ». Sa couverture : diriger la SCEP (Société Cairote d'Élevage de Poulets) où il remplace son ami Jack. La ville grouille d'espions dissimulés derrière diverses sociétés d'élevage d'animaux comme des Français, des Soviétiques, des britanniques et même un groupe de Nazis. De plus, les Égyptiens eux-mêmes sont agités : le roi déchu Farouk veut reconquérir son trône par l'entremise de sa nièce, la séduisante princesse Al Tarouk, et un groupe de religieux fanatiques nommé les « Aigles de Khéops » qui s'apprête à déclencher une guerre sainte. Toutes ces affaires semblent enfin catalysées autour de la mystérieuse disparition d'un navire soviétique chargé d'armes, le Kapov.
Une fois arrivé sur place, il fait connaissance de la belle Larmina qui l'assiste dans sa mission, mais celle-ci n'apprécie pas l'orgueil et les préjugés de l'agent. À la SCEP, l'agent fait connaissance de l'éleveur allemand Muller venu à la recherche de Jack avant de repartir, puis se rend à l'hôtel en vue de se préparer à la soirée organisée à l'ambassade britannique. Mais il y est dérangé par un mystérieux agent qui a oublié le code d'identification, qu'il neutralise, et par la princesse Al Tarouk qui l'attend dans sa chambre avec un tueur, que l'espion réussira à neutraliser avec difficulté avant de coucher à nouveau avec elle. Le soir venu, Hubert se rend avec Larmina à la soirée à l'ambassade britannique où il fait connaissance avec les autres dirigeants des sociétés d'élevages : l'Allemand Muller, le Soviétique Setine et le Belge Pelletier. Quand Hubert lui allume son cigare, Setine semble déboussolé par l'inscription « Kapov » sur la boite d'allumettes de Jack trouvé plus tôt par Hubert à la SCEP. Ce dernier est ensuite abordé par le mystérieux agent (qui vient enfin de se souvenir du code d'identification) qui fait partie des services secrets britanniques, mais celui-ci est poignardé à mort dans le dos, avant d'avoir eu le temps de parler, par un individu masqué qui prend la fuite. Hubert se lance à sa poursuite dans les rues étroites du Caire, mais perd sa trace et retourne à l'hôtel, où l'attend Larmina, assoupie. Mais, peu avant le matin, OSS 117 est dérangé dans son sommeil par l'appel à la prière du muezzin, et s'en va ainsi le faire taire.
Le matin, Hubert se voit servir un petit déjeuner au lit par Larmina et lui fait part de l'incident avec le muezzin. Il passe ensuite la journée seul à la SCEP (avec son contremaitre Slimane qu'il « chérit » en lui donnant seulement la photo de Coty), mais y est attaqué en fin de journée par l'individu masqué dans qui reprend la fuite, au moment où arrive Larmina. Celle-ci lui présente une boîte d'allumettes provenant d'un café, qu'elle a prétendument trouvé dans la poche de son agresseur. Hubert se rend dans le café, où se retrouve à l'arrière les « Aigles de Khéops » en colère à la suite de l'agression du muezzin au matin, dont il se joint à eux déguisé. Mais il est démasqué et capturé avec la complicité de Larmina qui fait partie du mouvement. Il réussit à se libérer et ligote et bâillonne Larmina, l’abandonnant pour l’avoir trahi. Pour se venger de cet acte, les complices de cette dernière le jettent dans le canal de Suez, les mains et les pieds liés, où Hubert Bonisseur de la Bath échappe de justesse à la mort. Mais il remonte également le jokari qu'il trouve autour du cou du père de Larmina, dont elle croit la mort de ce dernier accidentelle.
Le lendemain, Hubert se rend à l'ambassade française, puis rencontre le général Nasser pour faire son rapport sur la menace des « Aigles de Khéops » qui s'apprêtent à avoir les armes du Kapov. Si l'ambassadeur en informe la France, le second chasse l'espion du palais pour son manque de respect envers l’Égypte. Hubert retrouve Setine aux bains turcs pour un moment de détente mais celui-ci, étant un agent soviétique chargé de retrouver le Kapov avec les armes, questionne durement l'agent français, mais ce dernier le tue. Le lendemain, Hubert est invité par Muller à visiter les pyramides, mais y est piégé par l'allemand, à la tête d'une organisation nazie, celui-ci cherchant à venger de la mort de son ami Von Umsprung (en début de film), et a également capturé Larmina qui apparaît devant Hubert, ligotée et bâillonnée. Mais l'agent réussit à son tour à enfermer les nazis dans la pyramide grâce à sa nouvelle connaissance des hiéroglyphes (l'agent possédant une grande capacité d'apprentissage des cultures malgré ses préjugés) et prend la fuite avec Larmina, dont il lui fait part de la vérité sur la mort de son père en lui donnant le jokari. Choquée, Larmina comprend que c'est l'imam, le chef des « Aigles de Khéops », qui est le responsable, et décide de se venger en aidant Hubert.
Le soir, Larmina organise alors une réunion discrète avec l'imam. Lors de celle-ci, dans une boîte de nuit, OSS 117 entonne un chant à l'Oud pour détourner l'attention. Larmina apprend de l'imam qu'il a rendez-vous le soir-même dans le port. Avant de s'y rendre, Hubert est appelé en urgence à la SCEP, mais il est piégé par le Belge Pelletier, avec la complicité de Slimane. Celui-ci, n'étant pas espion contrairement à ses collègues, est en perte de vitesse et cherche à obliger Hubert à lui vendre la SCEP. Mais Pelletier se suicide par accident en raison de son arme défectueuse. Hubert laisse Slimane libre et part vers le port.
Hubert retrouve l'imam venu négocier avec l'individu masqué, qui est en réalité Jack Jefferson. Celui-ci a simulé sa mort pour se lancer dans la contrebande d'armes après avoir détourné le Kapov. L'imam est jeté dans l'eau du port par Larmina, Jack se fait abattre par la princesse Al Tarouk qu'il avait trahi (l'imam ayant surenchéri) sous le regard attristé de Hubert qui pleure son ami. Puis la princesse est abattue à son tour par accident par OSS 117, alors qu'elle se battait avec Larmina. Hubert fait exploser le stock d'armes entreposé sur le Kapov tout en embrassant Larmina. Plus tard, son supérieur le félicite pour le succès de sa mission, mais l'on voit en première page d'un quotidien qu'à la suite de l'explosion, Nasser, le président de l'Égypte, a décrété l'état d'urgence, ce qui induit de graves conséquences.

## Fiche technique
Sauf indication contraire, les informations mentionnées dans cette section peuvent être confirmées par la base de données cinématographiques IMDb,  présente dans la section « Liens externes ».
- Titre original : OSS 117 : Le Caire, nid d'espions
- Réalisation : Michel Hazanavicius
- Scénario : Jean-François Halin, d'après les romans de Jean Bruce
- Dialogues : Jean-François Halin et Michel Hazanavicius
- Musique : Ludovic Bource et Kamel Ech-Cheikh
- Montage : Reynald Bertrand
- Costumes : Charlotte David
- Décors : Maamar Ech-Cheikh
- Chorégraphie : Corinne Devaux
- Photographie : Guillaume Schiffman
- Son : Gérard Lamps et Nadine Muse
- Effets visuels : David Danesi
- Producteurs : Éric et Nicolas Altmayer, Sidonie Dumas, Nicolas Seydoux, Manuel Alduy, Franck Chorot, Bertrand Maheux et Christophe Riandee
- Producteur exécutif : Sarim Fassi
- Producteurs associés : Patrick Quinet, Gaëtan David, André Logie et Patrick Vandenbosch
- Régisseur général : Nicolas Davy
- Sociétés de production : Mandarin Cinéma, Gaumont et M6 Films
- Société de distribution : Gaumont Columbia Tristar Films, en France
- Pays de production :  France
- Langues originales : français et arabe
- Genre : comédie d'espionnage
- Format : couleur - cinémascope - 35 mm
- Durée : 99 minutes
- Budget : 14,09 millions d'euros[4]
- Date de sortie :
  - France : 19 avril 2006

## Distribution
- Jean Dujardin : Hubert Bonisseur de La Bath / OSS 117
- Bérénice Bejo : Larmina El Akmar Betouche
- Aure Atika : la princesse Al Tarouk
- Richard Sammel : le colonel Gerhard Moeller
- Philippe Lefebvre : Jack Jefferson / OSS 283
- Constantin Alexandrov : Ieveni Setine
- Abdallah Moundy : Slimane
- Éric Prat : Gilbert Plantieux
- Saïd Amadis : le ministre égyptien
- Laurent Bateau : Nigel Gardenborough
- Claude Brosset : Armand Lesignac, le patron du SDECE
- François Damiens : Raymond Pelletier
- Youssef Hamid : l'imam des Aigles de Khéops
- Khalid Maadour : le suiveur
- Arsène Mosca : Loktar
- Michael Hofland : le colonel Herman von Umsprung
- Alain Khouani : le réceptionniste de l'hôtel du Caire
- Choukri Gtari : le fouetteur
- Hafid F. Benamar : l'ami du fouetteur
- Jean-Marie Paris : Khalid
- Mouloud Ikhaddaliene : le sbire de la princesse
- Diego Dieng : le garçon d'étage
- Jean-François Halin : Rubecht (pré-générique)
- Johannes Oliver Hamm : un officier SS
- Hassan Chabaki : le passant serviable
- Hedi Naili : le muezzin
- Marc Bodnar : le patron du bistrot
- Bernard Nissille : l'homme à l'aéroport
- Ludovic Bource : le chef d'orchestre (non crédité)
- Lionel Vitrant

## Production

### Scénario
On peut trouver un rapprochement entre ce scénario et les deux romans : OSS 117 au Liban et L'arsenal sautera de Jean Bruce bien qu'il soit inspiré plus largement de toute la série.

### Attribution des rôles
D'après l'équipe d'Hazanavicius, le film a été créé dans l'optique que le personnage principal soit incarné par Jean Dujardin, en raison de sa ressemblance physique avec l'acteur écossais Sean Connery. Durant le tournage, le jeu était d'ailleurs pensé à partir des performances de Sean Connery mais aussi de celles d'Eddie Constantine. Pour moduler sa voix, Jean Dujardin s'est inspiré de certains doublages de films, comme celui de James Bond 007 contre Dr No dans lequel Jean-Pierre Duclos double Sean Connery ou celui du film L'Arnaque (1973) dans lequel il reprend le rire de Jean-Claude Michel lorsqu'il double Paul Newman.
Les acteurs jouant des étrangers, sauf les personnages égyptiens, ont véritablement les différentes nationalités des personnages qu'ils incarnent, avec les stéréotypes qui conviennent (Richard Sammel, qui joue l'Allemand Gerhard Moeller, s'est ainsi teint les cheveux en blond pour insister sur le côté caricatural de son personnage, et dans une sorte de clin d'œil à l'Allemand des Tontons flingueurs, qui était incarné par Horst Frank).
Dans la première scène du film, tournée dans un aérodrome en référence à Casablanca, on aperçoit brièvement Jean-François Halin, scénariste du film, jouant Rubecht, un soldat allemand censé donner la mallette à son supérieur, le colonel von Umsprung[réf. nécessaire].
Dans la quatrième scène, filmée dans le restaurant parisien l'« Auberge Pyrénées Cévennes » vers la fin du tournage, Claude Brosset incarne le chef des services secrets. Il devait faire partie de la distribution d'OSS 117 : Rio ne répond plus, mais, décédé entre les deux films, il fut remplacé par Pierre Bellemare. La serveuse du restaurant, apparaissant très brièvement à l'écran mais à deux reprises, est jouée par la fille de Guillaume Schiffman, le chef opérateur du film[réf. nécessaire].
Le chef de l'orchestre se produisant à l'ambassade britannique au Caire est interprété par Ludovic Bource, compositeur de la musique du film, accompagné dans la même scène par l'autre compositeur du film, Kamel Ech-Cheikh, au trombone à coulisse. À la fin de cette même scène, un figurant, sans que ce soit répété et sans qu'on le lui ait demandé, s'est retrouvé par mégarde en gros plan et cette fin fut gardée au montage.
Un des membres des Aigles de Khéops a aussi joué dans une scène du film Brice de Nice. Deux autres membres de ce même groupuscule, discutant avec OSS 117 à son réveil, sont joués par deux comiques faisant partie du trio les 2BN, à savoir Choukri Gtari et Hafid F. Benamar.
Le rôle de l'éleveur belge (le seul qui le soit véritablement) est confié à l'humoriste belge François Damiens dont c'est le premier rôle au cinéma.

### Tournage
Le tournage a duré cinquante-neuf jours, dont quatre semaines au Maroc pour les extérieurs en décors naturels. Pour recréer l'univers des années 1950, l'équipe de Michel Hazanavicius utilisa à peu près les mêmes méthodes qu'employaient alors les réalisateurs, techniciens, costumiers, etc., de l'époque. La tâche fut d'ailleurs un peu plus compliquée que cela car, comme dit plus haut, il n'y a pas une seule mais une multitude de références dont il a fallu faire une sorte de condensé. Certains éléments notables seront rapportés ici.
Hazanavicius réfute le côté parodique de ses adaptations et préfère parler de « comédies de détournement ».
L'équipe d'Hazanavicius a cherché de vieux projecteurs d'époque pour obtenir un éclairage particulier et travailler avec une pellicule de la même sensibilité (faible, 200 ASA) que celle d'alors. Le film utilise aussi beaucoup la focale de 40, comme dans Sueurs froides ou L'homme qui en savait trop, ce qui fait que les champs-contrechamps utilisent un procédé qu'employait beaucoup Alfred Hitchcock.
Hazanavicius a effectué un travail particulier sur les effets spéciaux. Les effets optiques utilisés étaient eux aussi datés : technique de transparence, c'est-à-dire que pour chaque scène de voiture le décor défile derrière un véhicule à l'arrêt (sujet à de nombreux gags comme le conducteur qui tourne le volant alors que la route est droite, ou qui fume et la fumée produite ne prend pas le mouvement du vent…), nuit américaine…
Les décors, en contraste avec le personnage principal, n'ont pas été réalisés de manière décalée, bien qu'ils respectent les clichés de l'époque, à la demande d'Hazanavicius, complétant ainsi le comique du jeu des acteurs et du scénario.
Les costumes de Charlotte David ont été réalisés de manière que, dans chaque scène où apparaissent plusieurs personnes, il n'y ait que quelques taches de couleurs vives saturées au milieu de costumes bleus, noirs, des costumes de couleurs plus froides.
Le cadrage est un hommage aux films des années 1950. Le film ne contient pas un mouvement de caméra qui ne soit pas d'époque. Comme l'analyse Jean-François Hallin, le film est « seulement » composé de travellings, de zooms ou de plans de rue extrêmement simples, tout comme en ce qui concerne les plans, qui ont été en effet utilisés exclusivement en plans moyens, plans américains et plans serrés, se coupant au nœud de cravate et au chapeau alors qu'on peut remarquer l'absence de plans larges.
Pour ce qui est des cascades, réalisées sous la direction de Philippe Guégant, les figures ont été vraiment épurées, moins compliquées, et donc presque ridicules, à l'image de celles utilisées dans les années 1950.
Lieux de tournage
- Paris, 11e arrondissement : l'auberge Pyrénées-Cévennes[8],[9]

Presque tout le reste est reconstitué en studio, sauf un bureau et la salle du mambo à l'ambassade, tournés en décors naturels en France. La base secrète des nazis est un faux studio. Elle a été réalisée dans des carrières réaménagées.
- Le hall d'hôtel n'est pas du tout un hôtel, mais un hall d'une ancienne université. Au départ, il comportait uniquement le sol, la structure et les colonnes. Grâce à l'énorme somme de travail accompli par le chef déco, Maamar Ech-Cheikh et son équipe, il est devenu un superbe hall de palace.
- Paris, 6e arrondissement : la piscine du collège-lycée Stanislas sert de lieu de tournage à la scène au fond du canal de Suez.

### Musique
La musique de Ludovic Bource est essentiellement basée sur un style d'écriture appelé mickeymousing, très employé à l'époque pour les musiques de ces genres de films.
Tout à fait dans le style des années 1950, un peu à la manière de Saul Bass en y rajoutant de la comédie, le générique de début est un travail du graphiste Laurent Brett sur une demande de Michel Hazanavicius. Il y est fait, entre autres choses et notamment, un clin d'œil, voire une anticipation, à la scène du jokari, de par les formes géométriques utilisées (carrés, cercles et lignes), qui évoquent aussi l'op art de Vasarely, puis se transforment, par exemple, en smoking et en robe à pois pour annoncer les deux premiers acteurs, ou ensuite en un disque vinyle, quand apparaissent les noms des deux compositeurs du film.

## Un hommage aux années 1950-1960
Sauf contre-indication, les informations de cette section ont été rédigées à partir de la version commentée par Michel Hazanavicius et Jean Dujardin présente sur le DVD du film.
Le but du film, dont « l'histoire se déroulant en 1955 est racontée en 1962 », est d'être dans la lignée de ces films de par l'état d'esprit général ; la moindre scène, voire le moindre détail, ont été travaillés dans cette optique. Ces éléments seront détaillés dans cette section.
Le personnage de Larmina est un hommage, de par son style, à Audrey Hepburn. Un clin d'œil est par ailleurs fait au personnage de James Bond Felix Leiter, dans le personnage de l'ambassadeur français incarné par Éric Prat. Le personnage joué par Arsène Mosca est un hommage à Peter Lorre, de par la ressemblance physique des deux acteurs. Un oudiste de l'orchestre se produisant dans ce même restaurant est un hommage de par son apparence à Peter Sellers et Charlie Chaplin.
Un des membres des Aigles de Khéops (le même ayant joué aussi dans Brice de Nice), debout à droite de l'imam lors de son discours, est un hommage de par leur ressemblance au personnage de Requin des films de James Bond.
Dans le tout premier générique de début (où n'apparaissent que les logos des maisons de production), c'est le vieux logo de Gaumont qui a été utilisé, pour, dès le début, mettre le spectateur dans l'ambiance des années 1950, l'action du film se déroulant en 1955. Le petit clip de Mandarin film met en scène un mandarin (interprété par Roger To-thanh-Hien) frappant un gong sur lequel est peint le logo de l'entreprise.

## Invraisemblances et erreurs chronologiques
La Caravelle qui amène OSS 117 au Caire n'existait pas en 1955 : le tout premier exemplaire de production fut mis en service par Air France en mai 1959 sous la Cinquième République. 

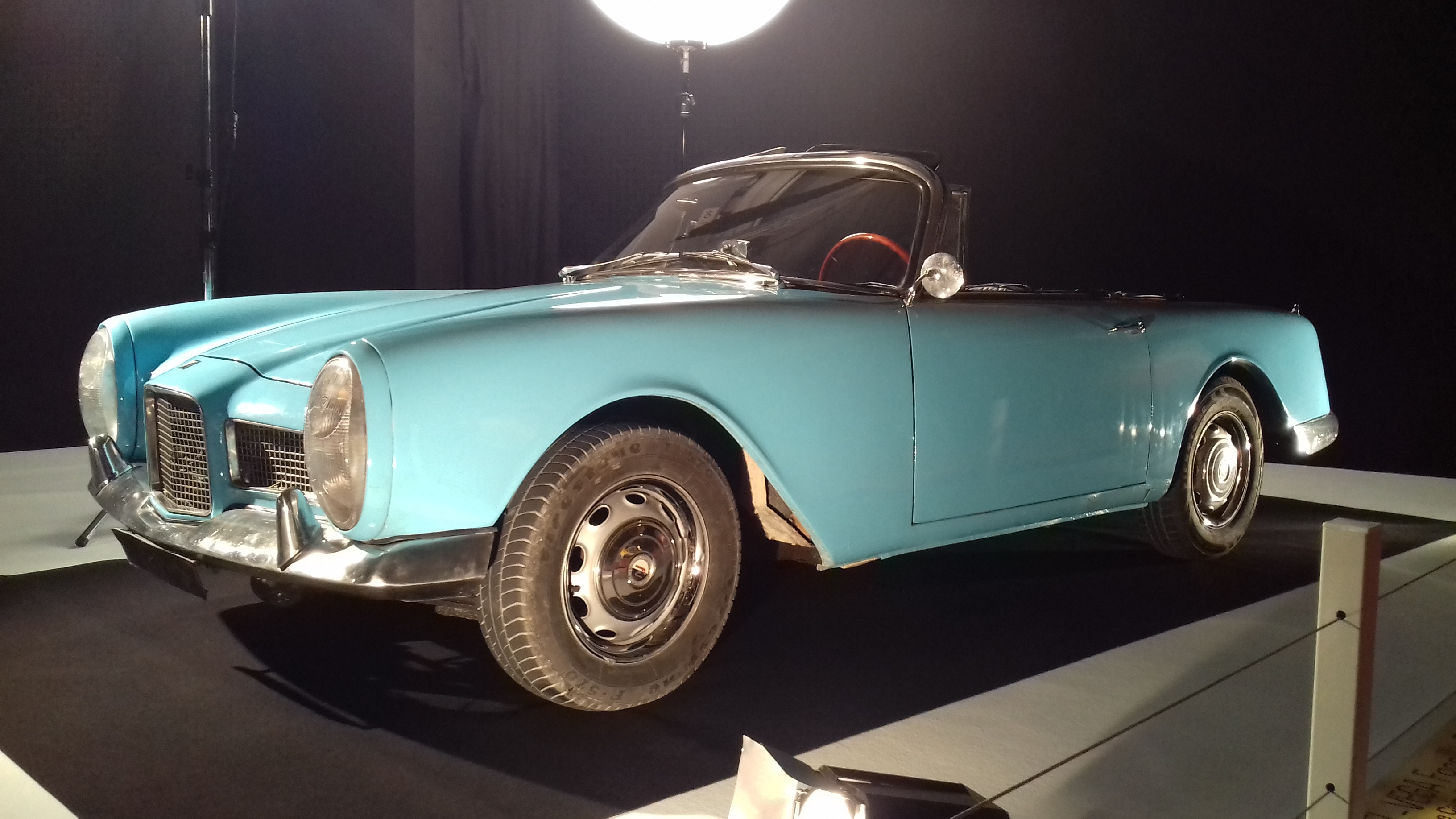
Une Facellia semblable à celle du film, à l'exposition Moteur ! L'automobile fait son cinéma, du Mondial de Paris 2016.

OSS 117 est accueilli à sa descente d'avion par Larmina El Akmar Betouche (Bérénice Bejo) qui le conduit (plusieurs séquences du film) au volant de son cabriolet Facellia, or ce modèle de Facel Vega n'existait pas en 1955 : la Facellia fut présentée au Salon de l'Auto de Paris en octobre 1959 et les premiers exemplaires ne furent livrés que durant le premier semestre 1960. De plus on aperçoit, fixé sur le côté gauche de la calandre, l'insigne du club actuel (Amicale Facel Vega) regroupant les propriétaires des voitures de cette marque.

### Contenu du film
Ce film s'inspire de quelques films dits de référence à savoir : le premier James Bond, James Bond 007 contre Dr No, deux ou trois films d'Alfred Hitchcock, tel L'Homme qui en savait trop, La Mort aux trousses et Sueurs froides, ainsi que les films de la série OSS 117 d'André Hunebelle. Mais plus largement, il est donc inspiré de nombreux autres films des années 1950-1960 ainsi que par tout l'univers de cette période (politique, culturel, etc.), au travers de clins d'œil, d'hommages, ou d'allusions dans les dialogues.
La maquette qui a servi pour simuler le vol de l'avion de la première scène est intentionnellement réalisée à la manière des anciens films. C'est-à-dire au moyen de trucages simplistes et facilement reconnaissables.
La scène suivante est directement inspirée d'une scène du film Quand les aigles attaquent avec Richard Burton et fut tournée en studio, dans un engin à une hauteur de 3,5 m, pour réellement donner l'illusion de la chute du nazi. Puis, lors de l'entrée du héros, OSS 117, les jeux de lumières ont permis de le faire apparaître comme tel, à la manière de nombreux films héroïques de l'époque, c'est-à-dire en le laissant d'abord dans l'ombre pour qu'on ne distingue que son arme pointée sur l'ennemi, puis en faisant apparaître son sourire rayonnant alors qu'il donne, en guise de victoire, son nom de code à l'adversaire qu'il s'apprête à tuer. Lors de la chute de l'avion, toujours simulée à l'écran grâce à la petite maquette en carton dont est filmé le véritable crash, ce n'est pas l'engin utilisé qui s'incline mais les acteurs qui simulent la chute, s'agrippant aux portes et se penchant fortement (aidés bien sûr par le jeu des caméras).
Quand l'action passe d'un lieu à un autre pour la première fois, il est inscrit en grandes lettres capitales le nom de la nouvelle ville, ce qui permet au spectateur de situer rapidement où va se dérouler la scène suivante, comme il était commun de le faire dans les années 1960. Des clichés sont donc une nouvelle fois utilisés, notamment : Berlin représenté par le drapeau de l'Allemagne nazie, Rome représentée par le Colisée et Paris représenté par la Tour Eiffel avec de l'accordéon en fond musical.
Dès la troisième scène, tournée dans le 16e arrondissement de Paris, un hommage est rendu à James Bond tout en rappelant la manière de tourner de Blake Edwards, soit un plan assez large où le réalisateur laisse jouer les acteurs (à ce sujet, Michel Hazanavicius laisse entendre que plusieurs versions totalement différentes de cette scène furent filmées). Cette technique est particulièrement utilisée dans les scènes du film se déroulant dans des chambres d'hôtel (comme un peu plus loin dans le film quand OSS 117 rejoint Larmina à l'hôtel).
La scène suivante, durant laquelle OSS 117 rencontre son chef pour recevoir sa nouvelle mission, est chronologiquement le premier hommage explicite aux films d'Hitchcock (et plus particulièrement ici à L'Homme qui en savait trop) et devait en fait durer un peu plus longtemps avant d'être raccourcie au montage.
Le film contient beaucoup de stock-shots (des images d'époque réutilisées) pour encore plus facilement transporter le spectateur dans les années 1950, comme dans la scène suivante où on peut voir une Caravelle atterrir dans un aéroport censé être celui du Caire. À noter que Michel Hazanavicius aurait souhaité que l'on voie véritablement sortir OSS 117 de l'avion, ce qui n'a finalement pas été retenu.
La scène suivante à l'aéroport a été en fait tournée dans le hall de l'Université Paris II (Panthéon-Assas), dans le 6e arrondissement à Paris, complètement transformé pour l'occasion, avec notamment un gigantesque globe terrestre trônant en son centre.
La scène durant laquelle Larmina fait découvrir à OSS 117 le canal de Suez avait d'abord été jouée de manière plus pompeuse par Jean Dujardin, qui accentuait beaucoup plus sa joie d'apprécier ce décor magnifique avant que son réalisateur ne lui rappelle que le simple plan sur le paysage pourrait remplacer tous les compliments du monde. Pour presque chaque scène du film de ce style, plusieurs versions furent tournées dans lesquelles Jean Dujardin accentuait ou non ses émotions, si bien qu'on se rapprochait ainsi, selon les deux producteurs, de certaines scènes de la série de films emblématiques James Bond (toute la gamme, du plus accentué au plus naturel, était, selon eux, réunie).
La scène suivante (découverte de la façade extérieure de la SCEP par OSS 117 et Larmina) fut tournée à Kénitra au Maroc le premier jour du tournage. Mais les scènes se déroulant dans les locaux de la société fictive furent en fait tournées aux studios SETS à Stains. Tout comme la scène suivante (rencontre entre OSS 117 et Moeller), dans laquelle a été discrètement introduite une blague d'initiés qui sera révélée plus tard par Jean Dujardin lui-même (au lieu de dire : « Jack est en Jordanie », en prononçant Jack avec l'accent anglais - soit phonétiquement : « Djack » -, OSS 117 dit : « Jack est en DJordanie. »). C'est aussi dans cette scène qu'un oubli (avoué plus tard) fut commis par Michel Hazanavicius. En effet, la boîte d'allumettes sur laquelle le mot « Kapov » est inscrit aurait dû être prise sur le bureau de manière visible par le spectateur pour qu'il puisse comprendre plus clairement l'intrigue, ce qui n'est pas le cas.
La scène suivante, comme toutes les scènes censées se dérouler devant l'hôtel « Metropolitain », fut tournée devant la mairie de Kénitra au Maroc, dont la façade a été, elle-aussi, transformée pour l'occasion par l'équipe décoratrice de Maamar Ech-Cheikh.
Les scènes se déroulant dans le hall de cet hôtel, comme c'est le cas pour la scène suivante, ont en fait été tournées dans une faculté de Rabat, redécorée également.
La suite de l'hôtel cairote dans laquelle se déroulent plusieurs autres scènes est une adaptation de la suite où loge James Bond dans James Bond 007 contre Dr No. Les passages s'y déroulant ont été tournés eux aussi aux studios SETS à Stains, avec aux fenêtres des toiles peintes de vues sur Le Caire. Dans une de ces scènes, considérée comme la séquence la plus culte du film par Jean Dujardin et Michel Hazanavicius, OSS 117 place son arme vers le bas de son bassin. Il s'agit d'une idée de Michel Hazanavicius, qui s'était inspiré d'une affiche du film Règlement de comptes avec Glenn Ford et Gloria Grahame sur laquelle l'actrice est dans une position suggestive, agenouillée près du héros, ses lèvres à quelques centimètres de l'arme placée au niveau du bassin de l'acteur.
Une scène se déroulant un peu plus tard à la sortie de l'hôtel est un hommage par le décor à une situation du film Chantons sous la pluie.
Les scènes se déroulant à l'ambassade du Royaume-Uni au Caire ont en fait été tournées dans les locaux de la mairie de Puteaux. Cette scène se veut très « hitchcockienne » de par ses couleurs (beige-brun foncé pour le fond et le décor en contraste avec quelques taches de couleurs - vives mais maîtrisées - sur les vêtements des danseurs). La scène suivante (réunion de tous les hommes d'affaires/espions) a elle aussi subi un bon nombre de versions, pour que le rendu soit jugé acceptable par le réalisateur, grâce au montage. De manière générale, toute cette grande scène (dans l'ambassade britannique) est le plan du film qui fait le plus référence à La Mort aux trousses.
La scène de poursuite (démarrant de devant l'ambassade britannique) qui suit fut tournée dans les rues de Casablanca grâce à la technique de la nuit américaine. C'est une référence à nombre de films où des scènes de poursuite à pied de ce type se déroulent (avec notamment un vieil homme faisant la manche sur le côté), mais aussi aux bandes dessinées comme Les Aventures de Tintin ou Blake et Mortimer dans lesquelles la page n'est parfois composée que de cases bleues où l'on ne fait qu'apercevoir des ombres en guise de personnages, ce qui se retranscrit ici au moyen de la nuit américaine.
Dans la scène culte qui suit, durant laquelle, le lendemain matin, OSS 117 rend visite au muezzin appelant à la prière de bon matin, on devait au départ voir la bagarre entre ce dernier et OSS 117, mais Jean Dujardin eut lui-même l'idée de ne pas la montrer de près, pour que ça passe mieux chez les spectateurs.
Dans la chambre d'hôtel, dans la scène durant laquelle Larmina apporte le petit déjeuner au lit à OSS 117, un gag peu remarqué a été glissé : le symbole phallique de la rose sur le plateau.
Quelques minutes après, quand Larmina découvre le faux indice et en fait part à OSS 117, la scène devait s'arrêter au moment où Larmina montre à OSS 117 comment compter jusqu'à cinq en arabe, mais, sans prévenir l'équipe, Jean Dujardin et Michel Hazanavicius décidèrent de rajouter les quelques répliques qui figurent finalement dans le film, ce qui provoqua en premier lieu un fou rire général.
La scène dans la première pièce chez les Aigles de Khéops fut tournée dans un véritable atelier casablancais redécoré. La seconde pièce est en fait située dans les souterrains du fort de Cormeilles, à une douzaine de kilomètres au nord-ouest de Paris. Par la suite dans ce même lieu, lorsqu'OSS 117 arrive à se libérer de ses liens, il devait à la base prendre dans ses bras Larmina et continuer son discours la dégradant, mais il fut décidé qu'il lui mettrait un coup de poing tel qu'il l'aurait fait à un autre ennemi.
Le tournage de la scène où OSS 117 est jeté dans le canal de Suez et essaye d'en réchapper s'est déroulé en piscine avec fond vert ; pour cette scène, Jean Dujardin s'est véritablement entraîné à la plongée (il a passé son brevet).
Dans la scène suivante, la voix de Philipe Lefebvre que l'on entend a été enregistrée au préalable, ce dernier ne s'étant pas déplacé au Maghreb, sa doublure est ici le premier assistant du film (sous une capuche).
La façade et le hall de l'ambassade de France se trouvent réellement à Casablanca, bien que la scène se déroulant à l'intérieur du bureau de l'ambassadeur ait été tournée dans le 15e arrondissement de Paris.
Dans la scène suivante, OSS 117 fume le kif avec le ministre égyptien. Au début, les auteurs avaient pensé rendre OSS 117 beaucoup plus affecté par l'effet de cette poudre, mais on décida finalement que le héros resterait plus sobre (comme l'aurait été James Bond). Cette scène fut la dernière tournée au Maroc et subit plusieurs versions.
Dans la scène qui suit, OSS 117 rencontre l'agent soviétique Sétine dans un hammam appelé Soliman Pacha. C'est une référence à Soliman Pacha, officier français puis égyptien, membre de la famille du roi Farouk. L'intérieur du hammam (totalement fictif), sa façade et la façade de l'hôtel d'en face sont situés à trois endroits bien qu'apparaissant à l'écran les uns à la suite des autres en une petite dizaine de secondes.
Peu après, quand l'Allemand va faire découvrir des pyramides à OSS 117, apparaissent à l'écran des images de synthèse intentionnellement peu élaborées, ce qui peut à nouveau rappeler certains passages des Aventures de Tintin et notamment Les Cigares du pharaon. Mais quand l'action se rapproche de ces monuments, on peut mieux apprécier le travail de Maamar Ech-Cheik, décorateur du film. En effet, la scène à l'intérieur fut tournée dans une carrière de la région parisienne transformée pour l'occasion, et les scènes devant les pyramides furent tournées sur une plage marocaine. On y voit ensuite un nouvel hommage à Blake et Mortimer (de par la position des personnages et de la caméra), à Tintin (entrée dans la pyramide dans Les Cigares du pharaon) et même à Fantômas (repaire secret futuriste).
La chanson napolitaine Guaglione, plus connue en France sous le nom de Bambino, interprétée à l'origine en français par Dalida en 1956, est reprise par Jean Dujardin, un peu plus tard dans le film, dans la version arabe de Lili Boniche que Jean Dujardin prononçait phonétiquement accompagné à l'oud et au violon, de manière plutôt cocasse. Elle est suivie des premières notes de la chanson : Clair de Lune à Maubeuge, interprétée à l'origine par Pierre Perrin et amorcée ici, toujours en arabe, par OSS 117.

## Sortie et accueil

### Promotion et sortie
La bande-annonce du film fait un clin d'œil à Sean Connery, célèbre interprète du personnage de James Bond, en indiquant dans un jeu de mots : « OSS 117, un peu de Sean, beaucoup de conneries ».
En Allemagne, où le film n'est pas sorti en salles, il a fallu attendre 2009 pour voir le film en allemand sur le DVD mis en vente cette année-là, en partie grâce à Oliver Kalkofe qui a œuvré pour son doublage en allemand.

### Accueil critique
La presse a presque unanimement salué la réalisation très soignée de ce film et le raffinement de son humour, jusqu'aux Cahiers du cinéma, qui s'enthousiasment pour ce « divertissement haut de gamme ».
Pastiche de film d'espionnage, le film est aussi, selon Libération, « une variation passionnante sur la richesse critique des clichés ». En effet, Hubert Bonisseur de la Bath débarque au Caire en ignorant tout du pays, de ses coutumes (il fait taire le muezzin qui le réveille trop tôt) mais sans douter une seconde qu'il pourra remplir la mission que lui a confiée son pays : « sécuriser le Proche-Orient » ».
Le site internet américain Rotten Tomatoes compte 75 % de critiques positives. De son côté, Metacritic a annoncé que le film avait un score moyen de 62 sur 100. Toujours aux États-Unis, Roger Ebert a donné trois étoiles après avoir vu le film en version sous-titrée et déclare : «J'ai développé pour 117 le même genre d'affection que celle que j'ai pour Austin Powers »,. Au Royaume-Uni, Peter Bradshaw de The Guardian fait l'éloge du film et écrit : « un potentiel de comédie bien plus élevé que le mollasson Get Smart, et le plus amoureusement détaillé pastiche d'époque depuis le Far from Heaven de Todd Haynes.»,.

### Box-office
Le film rencontre le succès en France et termine avec un total de  2 304 430 entrées. Il enregistre un total de 23 055 884 $ de recettes mondiales, dont 303 543 $ rien qu'aux États-Unis, où il a connu une sortie limitée.

## Distinctions

### Récompenses
- Festival international du film de Seattle 2006 :
  - Golden Space Needle Awards[16]
- Festival international du film de Tokyo 2006 :
  - Tokyo Sakura Grand Prix[17]
- Prix Raimu de la comédie 2006 :
  - Meilleure mise en scène pour Michel Hazanavicius
- Forum International Cinéma et Littérature de Monaco 2006 :
  - Meilleure adaptation littéraire
- Prix Jacques-Prévert du scénario 2007
  - Meilleure adaptation pour Jean-François Halin
- César 2007 :
  - Meilleurs décors pour Maamar Ech-Cheikh
- Étoiles d'or du cinéma français 2007 :
  - Étoile d’or du premier rôle masculin français pour Jean Dujardin

### Nominations et sélections
- Festival du Jeune Cinéma Français de Longwy 2006 :
  - Meilleur film
- NRJ Ciné Awards 2006 :
  - Meilleure comédie
  - Meilleur baiser pour Jean Dujardin et Aure Atika
  - Meilleure réplique pour Jean Dujardin
  - Meilleur look pour Jean Dujardin
  - Meilleur acteur pour Jean Dujardin
- Prix Raimu de la comédie 2006 :
  - Meilleur film de comédie
  - Meilleur scénario pour Jean-François Halin
  - Meilleur comédien pour Jean Dujardin
- Globe de cristal 2007
  - Meilleur film
  - Meilleur acteur pour Jean Dujardin
- Festival du film policier de Cognac 2006 :
  - Film d'ouverture
- César 2007 :
  - Meilleur acteur pour Jean Dujardin
  - Meilleure adaptation pour Jean-François Halin et Michel Hazanavicius
  - Meilleure photographie pour Guillaume Schiffman
  - Meilleurs costumes
- Chlotrudis Awards 2009
  - Meilleur scénario adapté pour Jean-François Halin et Michel Hazanavicius